# Rhoda thayeri
Rhoda thayeri är en mångfotingart som beskrevs av Frederik Vilhelm August Meinert 1886. Rhoda thayeri ingår i släktet Rhoda och familjen Scolopendridae. Inga underarter finns listade i Catalogue of Life.